# Сахаров Микола Михайлович
Микола Михайлович Сахаров (1930 — ?) — український радянський діяч, 1-й секретар Кадіївського міськкому КПУ Луганської області. Член Ревізійної Комісії КПУ в 1961—1966 роках.

## Біографія
Освіта вища. Гірничий інженер.
Член КПРС з 1954 року.
До 1961 року — начальник шахти «Вергелевська» Луганської області.
У квітні 1961—1966 роках — 1-й секретар Кадіївського міського комітету КПУ Луганської області.
З 1966 року — інструктор ЦК КПРС у Москві.

## Нагороди
- Почесна грамота Президії Верховної Ради Української РСР (27.08.1965)
- медалі